# Castello di Gernstein
Il castello di Gernstein, noto anche come castel Tina (in tedesco Schloss Gernstein) è un castello che si trova nel comune di Chiusa in Alto Adige. Più precisamente il castello sorge nella valle di rio Tina lungo strada che collega Chiusa a Latzfons.

## Storia
Il castello venne edificato verso la fine del XII secolo, da Heinrich Garre (o Gerro, ministeriale di Bressanone), dal quale prese il nome di Gerrenstein.
Da sempre la posizione del castello è stata strategica in quanto, non solo controllava la vecchia strada della val d'Isarco, ma era posto anche a protezione delle miniere di rame della zona.
Dopo l'estinzione della famiglia dei Garre, fu dato in feudo dal principe vescovo di Bressanone ai von Voitberg. Nel 1356 però si ribellarono al loro padrone e persero il castello dopo un assedio condotto dal principe vescovo Matthäus an der Gassen. Nel 1389 fu quindi dato in pegno ai signori di Villandro.
Nel 1550 il castello passò ai conti Heydorf, però dopo qualche tempo perse d'importanza e alla fine del XVI secolo cadde in rovina.
Nel 1607 divenne di proprietà di Ludwig Lindner, maestro di camera dei vescovi di Bressanone, e dei suoi discendenti che per questo assunsero il predicato nobiliare "von Gerrenstein".
Nel 1880 il castello, ormai ridotto a rovina, fu acquistato dal tenente generale prussiano Friedrich von Gerstein-Hohenstein che lo ricostruì con l'aspetto attuale in stile neogotico. Egli voleva un castello che portasse il nome della sua famiglia, anche se in realtà non c'era nessuna relazione con quella che lo aveva fondato. Da allora venne quindi chiamato Gernstein.
Nel 1919 fu requisito dallo Stato italiano in quanto bene di proprietà tedesca e nel 1970 fu rivenduto a privati.
Non è attualmente visitabile.